# Philipp Sommer (Schauspieler)
Philipp Sommer (* 10. August 1987 in Lohr am Main) ist ein deutscher Hörspielsprecher, Theater- und Filmschauspieler.

## Leben
Sommer begann 2004 eine Lehre als Drucker bei der Universitätsdruckerei Firma Stürtz-GmbH in Würzburg. Nach der erfolgreichen Prüfung bei der IHK-Würzburg arbeitete er noch zwei weitere Jahre bei Firma Stürtz-GmbH als Druckergeselle. Während dieser Tätigkeit war Sommer in der freien Theaterszene in Karlstadt, „Theater in der Gerbergasse“ tätig und wirkte dort in diversen Produktionen mit. 2009 schrieb sich Sommer an der Fachoberschule Franz-Oberthür in Würzburg ein und besuchte den Gestaltungszweig. Er engagierte sich in der freien Theaterszene Würzburg. 2011 absolvierte er sein Fachabitur und stand erstmals als Komparse und Kleindarsteller für drei Film- und Fernsehproduktionen Produktionen vor der Kamera. Ebenfalls in diesem Jahr besuchte Sommer die 13. Klasse an der Lothar-von-Faber-Schule in Nürnberg und erhielt dort das bayerische Abitur.
2012 wurde er an der staatlichen Hochschule für Musik und darstellende Kunst in Stuttgart (HMDK) im Studiengang Schauspiel aufgenommen. Unterricht hatte er u. a. bei Björn Leese, Mitglied der Physical Theater Gruppe Familie Flötz, und lernte die Gegebenheiten des Maskenspiels. Ein Clownsworkshop bei Pièrre Byland war ebenfalls Teil seiner Ausbildung.
Ab 2013 wirkte Sommer in Produktionen am Schauspiel Stuttgart, Wilhelma Theater Stuttgart und an der Württembergischen Landesbühne Esslingen mit und arbeitete u. a. mit Armin Petras, Alia Luque, Thomas Krupa und Christof Küster zusammen. Beim Südwestrundfunk beteiligte er sich an Hörspielen und Features; u. a. in der Produktion November 1918 — Karl und Rosa Luxemburg, bei welcher er die Rolle des Soldaten Kurt Vogel übernahm und zusammen mit Schauspieler Manuel Harder spielte.
Bei der Baden-Württembergischen Filmakademie war Sommer in einigen Kurzspielfilmen zu sehen. Im Sat.1 Spielfilm „Was kostet die Liebe? Ein Großstadtmärchen“, eine UFA Fiction Produktion und unter Regie von Florian Knittel, spielte Sommer an der Seite von Mira Bartuschek und Birte Glang.
2016 absolvierte Sommer erfolgreich sein Schauspielstudium an der HMDK Stuttgart.
Anschließend spielte er am Theater Krefeld und Mönchengladbach. 2018 wurde er mit dem „Förderpreis für junge Künstler“ für seine Darstellung des Raskolnikow in Schuld und Sühne ausgezeichnet.
Am Gemeinschaftstheater hat er u. a. mit den Regisseur/-innen Zara Antonyan, Dedi Baron, Sebastian Blasius, Maja Delinić, Matthias Gehrt, Thomas Goritzki, Helen Malkowsky, Anja Panse, Christoph Roos, Gerhard Willert und Rafat Al Zakout zusammengearbeitet.
2020 produzierte Sommer zusammen mit Regisseurin Maja Delinić und dem Musiker und Sounddesigner Peter Issig den vierteiligen Podcast Der Fall D’ARC.
Das Stück Der Fall D’ARC, ein Monodrama in zwei Akten, feierte am 3. Dezember 2021 im Theater Krefeld/Mönchengladbach seine Premiere. Die Textfassung entstand aus der Zusammenarbeit von Philipp Sommer und der Regisseurin Maja Delinić. Sommer spielt in diesem Monologstück die Jeanne d’Arc. 2022 war die Produktion zum 12. Fundamental Monodrama Festival nach Luxemburg eingeladen sowie zum 5. International Monodrama Festival in Kairo, wo sie als „Beste Produktion“ ausgezeichnet wurde. In Krefeld feierte Der Fall D’ARC am 26. November 2022 seine Premiere in der Fabrik Heeder. 
Ferner verleiht Sommer seine Stimme für Hörspiele beim Südwestrundfunk und Westdeutschen Rundfunk.

## Theaterbiografie (Auswahl)
- 2013: Das kalte Herz[8] (Schauspiel Stuttgart, Regie: Armin Petras)
- 2014: Peer Gynt/Szenen (Wilhelma Theater, Regie: Thomas Krupa)
- 2015: Das schweigende Mädchen (Schauspiel Stuttgart, Regie Alia Luque)
- 2015: Der Preispokal (WLB Esslingen, Regie: Christof Küster)
- 2016: Schuld und Sühne (Theater Krefeld, Regie: Matthias Gehrt)
- 2017: Minna von Barnhelm (Theater Krefeld, Regie: Anja Panse)
- 2017: Deine Liebe ist Feuer (Theater Krefeld, Regie: Rafat Al Zakout)
- 2018: Die Räuber (Theater Krefeld, Regie: Matthias Gehrt)
- 2018: Der Meister und Margarita[9] (Theater Krefeld, Regie: Zara Antonyan)
- 2018: Tartuffe (Theater Krefeld, Regie: Dedi Baron)
- 2019: Leonce und Lena (Theater Krefeld, Regie: Anja Panse)
- 2019: Tschick[10] (Theater Krefeld, Regie: Maja Delinić)
- 2020: Mein Kühlraum (Theater Krefeld, Regie: Gerhard Willert)
- 2021: Beuys‘ Küche (Theater Krefeld, Regie: Sebastian Blasius)
- 2021: Reigen (Theater Krefeld, Regie: Maja Delinić)
- 2021:    Die Physiker (Theater Krefeld, Regie: Maja Delinić)
- 2021:    Der Fall D'ARC[11][12] (Theater Krefeld, Regie: Maja Delinić)

## Filmografie (Auswahl)
- 2016: Elja – 376 A.D. (Kurzfilm, Regie: Willi Kubica)[13]
- 2015: Der Korridor (Kurzfilm, Regie: Janosch Kosak, Willi Kubica)[14]
- 2015: Frisch Verlobt (Kurzfilm, Regie: Claudio Franke)
- 2015: Was kostet die Liebe? Ein Großstadtmärchen (Fernsehfilm, Regie: Florian Knittel)
- 2011: München 72 (Fernsehfilm, Regie: Dror Zahavi)
- 2011: Zettl (Kino, Helmut Dietl)

## Hörspiele (Auswahl)
- 2015: G’sundheit (SWR, Regie: Günther Maurer)
- 2015: Die Malaussène Trilogie (SWR, Regie: Philipp Bruehl)
- 2016: November 1918—Karl und Rosa Luxemburg (SWR, Regie: Iris Drögekamp)
- 2017: Die strenggeheime Geisterschule (WDR, Regie: Angeli Backhausen)
- 2018: NeuNuernberg (WDR, Regie: Martin Heindel)